# Grigorij Jefimovics Raszputyin
Grigorij Jefimovics Raszputyin (oroszul: Григо́рий Ефи́мович Распу́тин) (Pokrovszkoje, 1869. január 21.  (régi naptár szerint január 9.) – Petrográd, 1916. december 30. (régi naptár szerint december 17.)) orosz misztikus, látnok  és spirituális gyógyító. Szerzetesként (sztarec), papként és zarándokként (sztrannyik) is emlegették, habár soha nem volt semmilyen tisztsége az orosz ortodox egyházon belül.
1905 őszén találkozott az uralkodópárral, II. Miklós cárral és hitvesével, Fjodorovnával kiknek a fia, Alekszej herceg vérzékenységben szenvedett. Miután a cári család bizalmát megnyerte, 1906 végétől hitgyógyítóként tevékenykedett, közben egyre nagyobb lett a befolyása nemcsak a cári családra és környezetére, hanem a teljes orosz politikai életre. 
Időközben azonban a kezdeti szent vándor, „Isten emberéből” népszerűsége csúcsára az „Ördög embere” lett.  Az udvarban megosztó személy, az oroszok egy része látnoknak, misztikusnak, prófétának tartotta, míg mások sarlatánnak és szélhámosnak tekintették.
1916-ban összeesküvés áldozata lett, egy orosz konzervatív arisztokrata csoport meggyilkolta.

## Etimológia
A Raszputyin család őse a Pokrovszkoje falu 1662-es népesség-összeírása szerint „Izoszim, Fjodor fia” volt; ő húsz évvel korábban érkezett feleségével és három fiával - Szemjonnal, Naszonnal és Jevszejjel a faluba és gazdálkodásba kezdett. A fiúk közül Naszon később a „Raszputa” becenevet kapta. Tőle származtak az összes Raszputyinok, akik a 19. század elején vették fel hivatalosan ezt a családnevet. Az 1858-as udvari összeírás szerint Pokrovszkojeban több mint harminc paraszt volt, akik a „Raszputyin” vezetéknevet viselték, köztük Jefim, Grigorij apja. A Raszputyin szó nyelvileg közel áll a raszputnyik szóhoz, melynek jelentése züllött, csavargó, szoknyavadász; de például a raszputyica orosz szó magyarul sáros, járhatatlan utakat jelent.

## Életútja

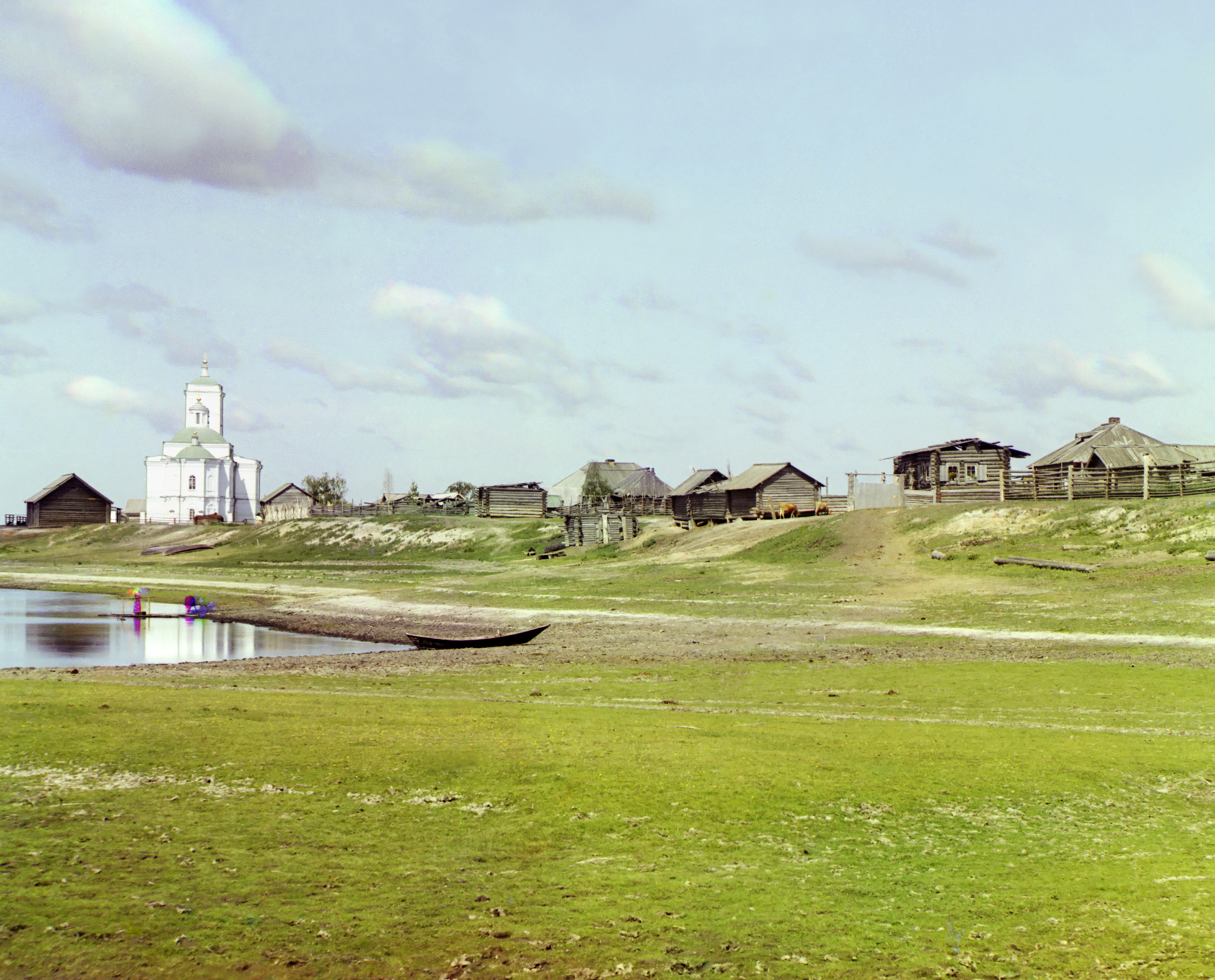
Pokrovszkoje, ahol Raszputyin született. 1912-es fotó

### Fiatal évei
Egy nyugat-szibériai faluban, a Tobolszki kormányzóságban fekvő Pokrovszkojében született. Születési idejére különböző adatok vannak, melyek közül a legelfogadottabb az, hogy 1869-ben történt, míg más források szerint 1871-ben, vagy 1865-ben, vagy 1872-ben. Szülei szabad parasztok voltak, akik saját termőfölddel, tehenekkel és lovakkal rendelkeztek, mely lovakat néha postaszolgálatra is elkértek. Ebből a tényből (hamisan) egyes életrajzírók azt a következtetést vonták le, hogy az apja, akárcsak a nagyapja, fuvaros volt.
A fiú afféle magának való különc volt, akinek soha nem alakult ki jó kapcsolata a munkával. A faluban igen szűkösek voltak az oktatási lehetőségek. Ő is analfabéta maradt egészen kora felnőttkoráig.  Állítólag már fiatal korában elterjedt róla, hogy egyfajta  »látó« képessége van, azaz olyan adottság, amelynek segítségével megsejtett vagy előre megjósolt bizonyos bekövetkező eseményeket.
Züllött kamasz- és fiatalkora volt, kicsapongó életet élt,  közvetlen környezetében megvetően csak „részeges Griská”-nak nevezték. 1887 februárjában feleségül vett egy szomszéd faluba való, jó munkabírású parasztlányt, aki az évek során hét gyermekkel ajándékozta meg, akik közül csak három élte meg a felnőttkort. Fia, Dimitrij (Mitya) 1895 vagy 1897-ben, lánya Matrjona (Marija) 1898-ban és Varvara nevű lánya 1900-ban született. 
Korabeli feljegyzések szerint ivással, kisebb lopásokkal teltek a napjai,  lányok után mászkált és csavargott.  Ez vezetett ahhoz, hogy végül összeütközésbe került a helyi előljárókkal,  akik úgy határoztak, hogy száműzik őt. Raszputyin javasolta, hogy a száműzetés helyett inkább zarándoklatra menne, 325 mérföldet gyalogolna a szibériai verhoturjei Szent Miklós-kolostorba.  A faluközösség elfogadta Raszputyin javaslatát, remélve, hogy ez a zarándoklat  megjavítja  önfejű jellemét, vagy legalábbis egy időre eltüntetik az útból. 1897-ben tehát útra kelt. Egyes források szerint azért hagyta a szülőhelyét, hogy elkerüljön egy lólopásban játszott szerepe miatti büntetést.
Zarándoklatainak később is állandó célpontja maradt a nyugat-szibériai verhoturjei Szent Miklós-kolostor. Ez a 17. század elején alapított kolostor Jekatyerinburgtól 300 km-re északra, egy dombon állt, két folyó között. Egész Szibériából jöttek ide hívők, hogy a szent életű verhoturjei Szimeon (1607–1642) ereklyéi előtt tisztelegjenek. Ez a Szt. Szimeon lett Raszputyin legkedvesebb szentje. Tőle eredeztette rejtélyes erejét. Ezt a Szimeont hívta segítségül, amikor később megkísérelte, hogy közelebb kerüljön a cári családhoz. Az ő ikonja lett az első ajándéka is a cári család számára.
Az  Urál-hegységben található kolostor teljesen megváltoztatta a fiatal Raszputyin életét. Ebben a kolostorban való tartózkodása alatt ismerkedett meg a kor egyik neves szent emberével, egy Makari nevű egyházfővel. Makaritól tanulta meg Raszputyin a szigorú életmódot, megtanult lemondani az alkoholról, a dohányzásról és még a húsról is.  Makari tanácsolta neki, hogy imáival közvetlenül forduljon Istenhez. Ez a bizonytalanság időszaka volt Raszputyin számára, visszaemlékezéseiben  később egy belső hangról beszélt, amely felszólította, hogy vegye fel a keresztet és kövesse az Urat. „Kutattam a szívemet, hogy megtudjam, hogyan üdvözülnek az emberek” - írta később Raszputyin. „Keményen dolgoztam és nem sokat aludtam”. 

Más források szerint vallási felbuzdulásában egy  Szűz Mária-látomás játszott szerepet, amikor az egy  útja során megjelent előtte. A legenda szerint egy olyan szobában szállt meg, ahol a falon az Istenanya ikonja volt. Éjjel felébredt és látta, hogy a  ikonon szereplő Mária sír, és azt mondja: »Grigorij, én az emberek bűnei miatt sírok. Menj, vándorolj és tisztítsd meg az embereket a bűntől.«
Raszputyin gyakran elmesélte ezt a látomását, erősítve magában a küldetéstudatot. A hívek vallásos érzelmeire játszott rá; az orosz ortodox egyház a csodákat és a látomásokat Isten kegyelme megnyilvánulásának tartja.

### Szent vándorként

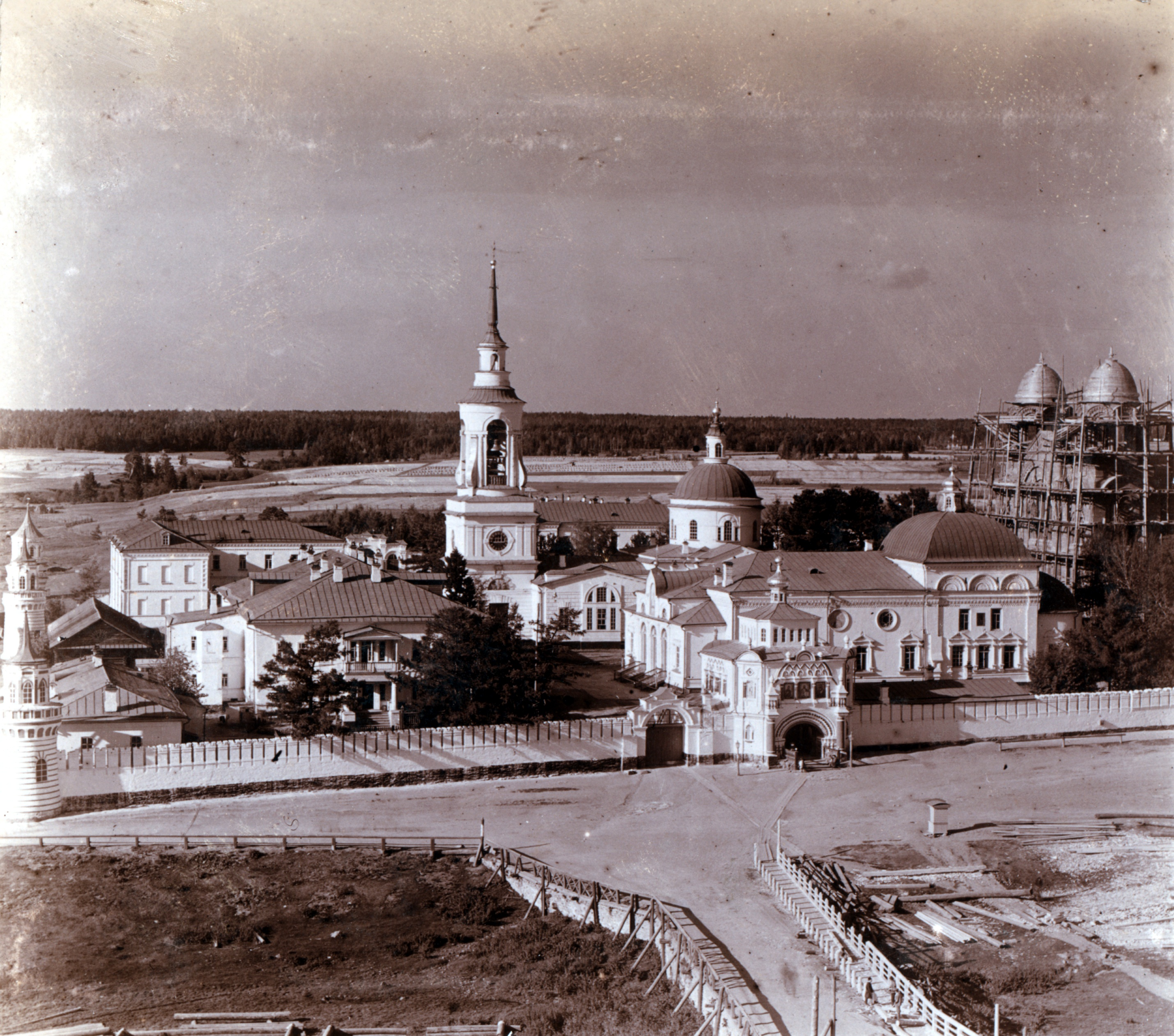
A nyugat-szibériai verhoturjei Szent Miklós-kolostor 1910-ben. 1898-ban három hónapon át itt élt

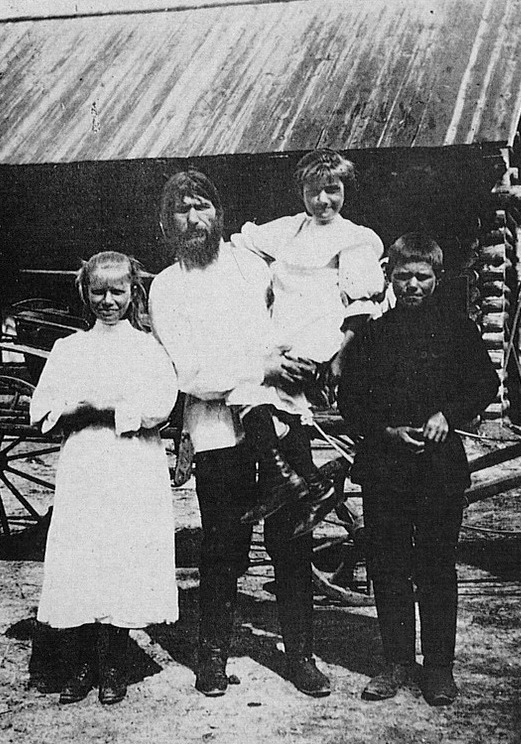
Raszputyin pokrovszkojei udvarán a gyermekeivel, az 1900-as években (1909 táján?). Mögötte az a kocsi látható, amellyel a falut járta és a telegráf állomásra hajtott. Egy egyszerű paraszttól ez nagy luxus volt

A következő éveket sztrannyikként (szent vándor) töltötte, és hónapokra vagy akár évekre elhagyta Pokrovszkojét, hogy bejárja az országot és meglátogassa a különféle szent helyeket. A zarándoklat régen része volt az orosz életnek. Minden paraszt elzarándokolt a szent helyekre, amelyek rendszerint a szentek ereklyéiről és csodatevő ikonokról elhíresült kolostorok voltak. A 19. század végén azonban már kevesen tettek zarándokutat. Már kevés „istenes ember” akadt, aki odahagyta házát, gazdaságát, és gyalog útnak indult, hogy tiszteletét tegye a szent ikonok és ereklyék előtt.
Az Egy zarándok élettörténetében Raszputyin elmondja, hogyan látogatott el mind a kijevi, mind a moszkvai kolostorokba, mind pedig a szentpétervári székesegyházakba. Szibériai falujából elindulva, vállán a tarisznyával, kéregetve és szállást kérve hatalmas utat tett meg a végtelen orosz utakon, míg Szentpétervárig jutott. Ment faluról falura, templomtól templomig, kolostortól kolostorig. Mint később mondta:
„Sokszor elmentem Tobolszktól Kijevig, fél évig nem cseréltem alsóneműt... gyakran három napig is mentem, és közben nagyon keveset ettem. A forró napokon gyakran böjtöt róttam magamra: nem ittam kvaszt, közben pedig a napszámosokkal egyformán dolgoztam, és elszaladtam pihenni, imádkozni. ” 
A falusi parasztok pedig istenes cselekedetnek tartották, hogy szállást adjanak neki. Sok  kolostorban lakott, ahol marhaőrzéssel és hitoktatással kereste a kenyerét.
Többször csodálkozott rá a látszatra jelentéktelen szerzetesekre, a sztarecekre, akiknek nagy szellemi tetteit elrejtette a kolostor. A nagy sztarecek, akik a külvilág számára, úgy tűnt,  erkölcsi tökéletességre emelkedtek és a világ számára is elérhetetlen bölcsességre tettek szert, úgy éltek a kolostorokban, mint a legegyszerűbb szerzetesek. Elbeszéléseiből kiderül, hogy minden este elolvasott néhány bibliai részt, imádkozott, és útmutatást kért Istentől, miközben Oroszországot járta. Az úton töltött hónapok után elszántsága meggyengült. „Túl jó vagy ehhez” – hallotta a Sátán hangját.  Ez volt élete mélypontja, a kétségek időszaka - de ő úrrá lett rajta.
Raszputyin vezető és tanító akart lenni. Megértette, hogy e szerep betöltéséhez írástudónak kell lennie. Soha nem nyilatkozott arról, hogy mikor, hol és hogyan szerezte meg a „képzettségét”, de valószínűleg két-három hónap alatt, 1897-ben Verhoturjében.  Raszputyin soha nem volt képzett, de megpróbálta a legtöbbet kihozni magából. 
Sokat panaszkodott a kolostori élettel kapcsolatban, azt állítva, hogy a szerzetesek jelentős része homoszexuális, amúgy is túlságosan kényszerítőnek minősítette a szerzetesi életet. Mindenesetre megváltozott emberként tért vissza szülőhelyére. Vegetáriánus lett, nem evett édességeket sem, abbahagyta az ivást és a dohányzást, és sokkal buzgóbb vallási életet élt, mint a múltban.
Oroszország bár már a 10. században felvette a kereszténységet, a pogányság tovább élt az országban. Egész régiók éltek az évezred folyamán ebben a pogánysággal kevert ortodox vallásban. Párhuzamosan léteztek a varázslók és a gyógyítók: a gyógyítók gyógyítottak, a varázslók pedig rontást küldtek az emberekre vagy elhárították azokat. A Volgán túli vidék és Szibéria volt a központja ennek a „népi pravoszláviának”. Lánya későbbi visszaemlékezései alapján apja a vándorlásai során megismert nagy "mesterektől" tanulta meg az isteni (spirituális) gyógyítás titkait.
1900 körül Raszputyin hirtelen bejelentette, hogy Isten arra hívja, hogy zarándokoljon el a görögországi Athosz-hegyre, a keleti ortodox világ szerzetesi központjába, ahova Szibérián és Ukrajnán keresztül el is jutott. Az ott tapasztaltak azonban csalódást okoztak számára; bár ekkoriban felmerült benne a szerzetessé válás gondolata, de már akkor úgy vélte, arra hivatott, hogy vezető legyen, és a szerzetesi élet nem méltó hozzá.  Ezen kívül az ott tapasztalt nyílt homoszexualitás taszította, a bűnnel és a szexszel kapcsolatos rugalmas hozzáállása ellenére mélységesen kiábrándultan hagyta el a Szent Hegyet.  Útközben tökéletesítette a hitét  gyógyítói képességeiben,  és újabb vallásos felismeréseket keresett.
Vándoréveiről sok és ellentmondásos feljegyzés maradt fenn. 
A szektásság vádja vörös fonalként húzódik végig az életével foglalkozó írásokon, nem utolsósorban azért, mert ő is kapcsolatba került a hlisztek szektájával. Vándorlásának egész útvonalán ott voltak a hliszt „krisztusok és istenanyák” titokzatos közösségei. Az önmegtartóztatás, a családi nemi élet elutasítása egyes hliszt csoportokban a szent forgás, a ragyenyije idején – egyes kutatók szerint – általános bujálkodásba, a szekta tagjai közötti kaotikus nemi aktusokba torkollott. Azt vallották, hogy az isteni kegyelem csakis a valóban átélt bűnökre következhet be. A hlisztekhez, – vagy nézeteikhez – való csatlakozás vádjával Raszputyin életében máris meg volt alapozva a későbbi kicsapongó életmódról és orgiákon való részvételről szóló minden beszámoló. Bár Raszputyin házas volt, más nők után is járt, néha megkérte őket, hogy vetkőztessék le és mossák őt meg, hogy együtt álljanak ellen a kísértésnek. Raszputyin mindig elismerte, hogy bűnös, és úgy vélte, hogy ellen kell állnia a bűnnek. Felesége úgy tűnt, megérti férjének kicsapongásait, de úgy vélte, ez próbatétel, amit Raszputyinnak meg kell nyernie. Nőügyei, még ha vallásos köntösbe is öltöztek, egyre inkább kínosan érintették őt. A gúny és a falusiak ellenséges magatartása  túl sok volt egy olyan embernek, aki kétségbeesetten vágyott az elismerésre. 
Híre az 1900-as évek elején kezdett el terjedni Nyugat-Szibériában. Lemondott a hivatalos (orosz ortodox) egyház által tartott istentiszteletekről. Feltehetőleg 1903-ban érte el azokat a sikereket, amiknek később a hírnevét köszönhette.: Mint szent ember, gyógyító hírében állt, ennek eredményeként jelentős számú követőre tett szert Pokrovszkoje falujában is.
A népszerűség arra bátorította, hogy a falusi háza közelében kibérelt egy másik épületet és kibővítette a pincét is: földalatti kápolnát csinált belőle, ahova szomszédaival kőpadokat állított be és a falakba fülkéket vésett az útjai során összegyűjtött szerény ereklyék elhelyezésére. Itt, a kápolnában fogadta mindazokat, akik az ő szavaiból akartak vigaszt meríteni.
Azonban sokan mondták azt is, hogy átlép bizonyos határokat és a Gonosszal cimborál.
Felvetődött körülötte az erkölcstelen magatartás vádja: ellentmondásos személynek tartották. 
Osztromujov pópa már 1901-ben feljelentést is tett róla a tobolszki püspöknek, mint a hlisztek szektájának tagjáról. De mivel bizonyíték nem volt ellene, így nem tartóztatták le.  A falusiak meggyanúsították, hogy Raszputyin csatlakozott hlisztek szektájához, de ez nem volt igaz. Ugyan a hlisztek fontos szerepet játszottak Raszputyin hitének kialakításában, Raszputyin élete végéig az orosz ortodox egyház tagja maradt, de más tanok is érdekelték. Meghallgatta a baptistákat és az evangélikus keresztényeket, akik Pokrovszkojéba érkeztek megtérése után. Sokat tanult Jakov Barbarintól, az abalaki kolostorban eretnekségért bebörtönzött paptól is..
Amikor egyre több gyanúsítás, konfliktus középpontjába került, úgy gondolta, a parasztok nem veszik őt, és vallásos elhivatottságát komolyan, ezért 1902-ben Raszputyin elindult egy olyan útra, amely a Szibérián túli nagyvilágba, magasabb célok felé vezettek.

### Befolyásos emberként

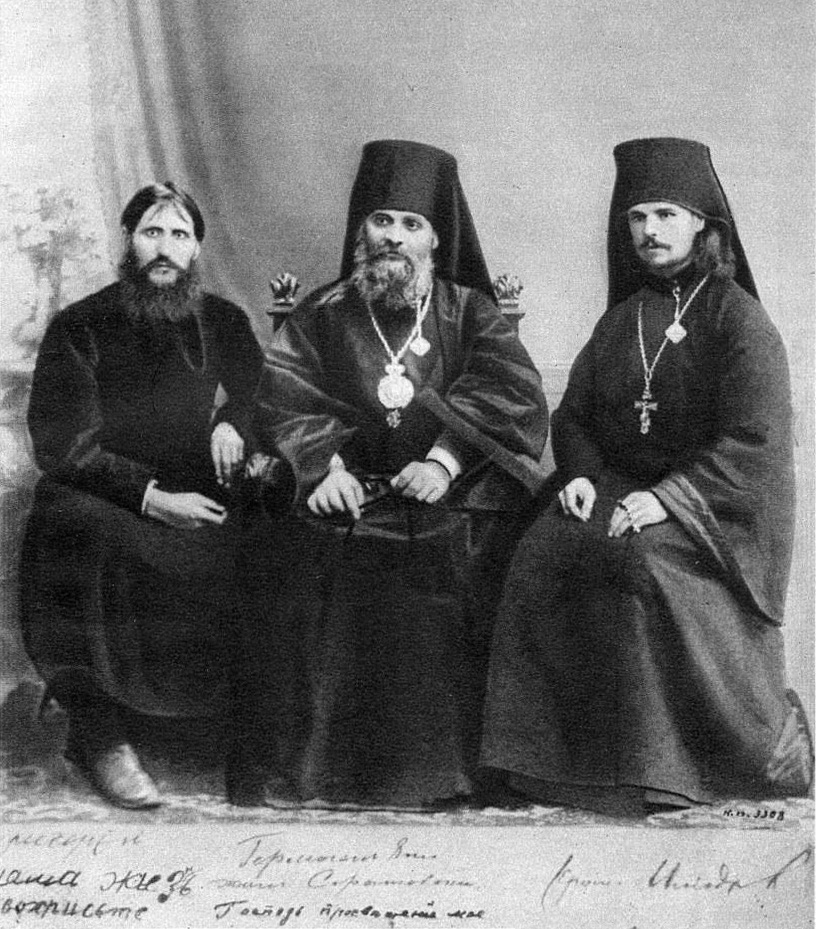
Germogennel és Ilidorral (bal o. Raszputyin)

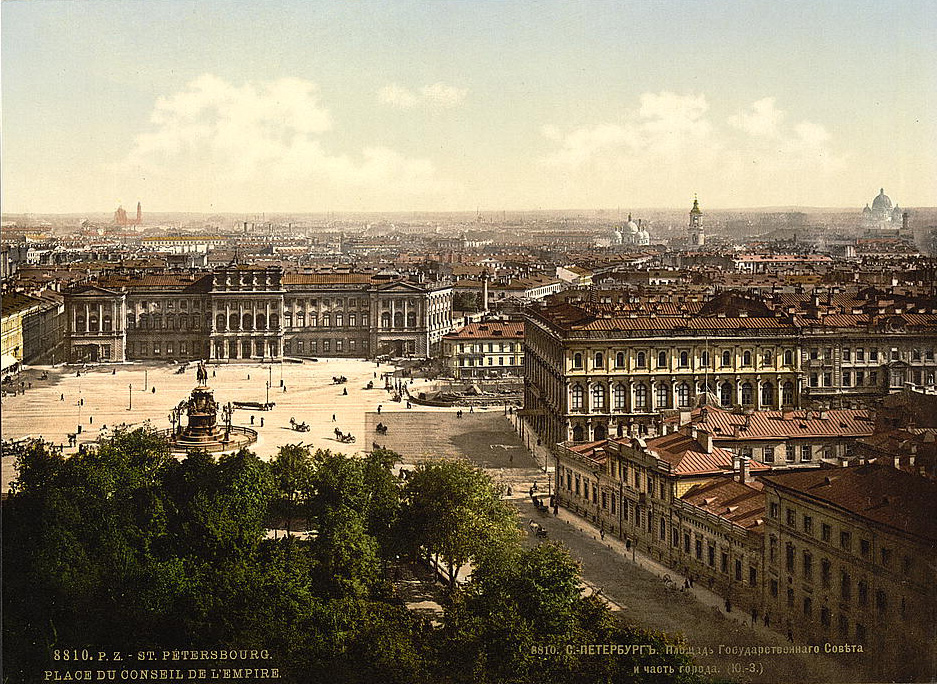
Szentpétervár a 19-20. század fordulója környékén

1904 vagy 1905-ben Kazany városában volt, ahol azzal szerzett hírnevet, hogy mint bölcs sztrannyik (szent vándor), elhíresztelte magáról, hogy képes megoldani a lelki válságokat.
A Volga folyó partján elterülő Kazany nagy népességű központ volt, és egy jelentős teológiai akadémia székhelye is. Amikor Raszputyin megérkezett a városba, az emberek már sztarecnek nevezték – ezt a címet a nép a misztikus tulajdonságokkal rendelkező, intenzív imaéletet folytató férfiaknak és nőknek adta.  A tanító és a lelki vezető szerepét egyesítve a sztarec imákat és vallási útmutatást nyújtott, és a híveket az élet bizonytalanságain keresztül az üdvösség felé terelgette.  Raszputyin szabálytalan, zűrös élete miatt nem kaphatta volna meg ezt a címet, de  a Pokrovszkojéban kívül élő emberek Raszputyinra mint Isten közvetlen megbízottjára  tekintettek, hipnotikus személyisége magabiztosságot és tekintélyt sugárzott. Elvárta, hogy minden helyzetet ő irányítson.  Felismerve, hogy az alázat és a hízelgés szükségtelen egy isteni küldetést teljesítő férfi számára, nyers volt és ragaszkodott ahhoz, hogy olyan játékot játsszon, amelynek szabályait csakis ő diktálja. Az egyházi vezetőkkel és az elit tagjaival ugyanolyan bizalmasan bánt, mint ahogyan a paraszttársaival szemben viselkedett. Egyes leírások szerint  „...haja zsíros szálakban lógott, és körmei megfeketedtek a mezőgazdasági munkától (..).szakálla elárulta – mondták az emberek –, hogy mit evett korábban a nap folyamán (...) erőteljes, kellemetlen illatot árasztott magából...” Máshol viszont azt olvasni, hogy  gyakran látogatta a fürdőházakat.  és meglehetősen hiú volt a külsejére. Folyamatosan fésülködött, és szívesen fogadta el a ruha- és csizmaajándékokat. Raszputyin mindig készen állt arra, hogy megfeleljen az elvárásoknak, és elinduljon egy új, kifinomult világba.
Raszputyin hamar ismertté vált Kazanyban, mint nagy szellemi mélységű sztralec. Intuitíven elemezte ki az embereket, mentális trükkökkel operált és képes volt arra, hogy megfelelő szavakkal, gesztusokkal irányítsa őket.  Ennek köszönhetően sok, érzelmileg zavart nő és férfi  felett tudott uralkodni, akik útmutatásért és vigasztalásért fordultak hozzá. Szórakoztató volt, szerettek a társaságában lenni. Beceneveket adott az embereknek, és ezek gyakran találóak is voltak.  „Dögös cuccnak”, „Főnökasszonynak”, vagy „Szexi lánynak” titulált nőket,  míg egy férfit „Csini nadrágosnak”, vagy egyszerűen „Fickónak” nevezett. Az emberek ezt megbocsátották neki – egy parasztember humorának tartották, aki nem akart tiszteletlenül viselkedni. Az a hír járta róla, hogy több, általa „gyógyított” hölggyel szexuális kapcsolatot létesített, de erre nincs bizonyíték. Hírnevét óriási mértékben növelte  azzal, hogy megnyerte Gavril atya, a Kazán mellett fekvő Hét tavi kolostor elöljárójának támogatását, akinek az elbeszélések szerint megjósolta, hogy merényletet kísérelnek meg ellene.
Raszputyin nagy hatást gyakorolt Andrásra, Kazán püspökére is. Olyan személyiségnek tűnt, akivel az orosz ortodox egyház új kapcsolatokat teremthetett a hívőkkel. András ragaszkodott hozzá, hogy Raszputyin látogasson el Szentpéterváron az egyházi vezetőkhöz. Szergej püspökhöz küldte,  az Alekszandr Nyevszkij kolostorban működő teológiai akadémia rektorához. 
1903-ban érkezett az Orosz Birodalom fővárosába, Szentpétervárra.   Raszputyin egy levelet vitt magával András püspöktől Szergejnek, amely Raszputyint sztarecnek, a kétségtelen éleslátással és szellemi bölcsességgel rendelkező férfinak jellemezte. András azt tanácsolta a szentpétervári egyházi vezetőknek, hogy hallgassanak rá, mert lelki adottságai alkalmassá teszik arra, hogy segítsen az egyháznak megerősíteni az egyszerű emberekkel való kapcsolatát. Raszputyin és Szergej hosszasan beszélgettek. A püspöknek annyira megtetszett Raszputyin, hogy meghívta a lakásába, ahol  bemutatták az egyházi vezetőknek, köztük Feofan püspöknek, akit szintén lenyűgözött. Feofan Raszputyin egyik legfontosabb és legbefolyásosabb barátja lett és a segítségével befolyásos arisztokrata körökbe is bejutott, ahol az elit vallási megbeszélésekre gyűlt össze.
Szergej püspök népszerű és befolyásos volt, de nem volt képes arra, hogy elősegítse Raszputyin karrierjét. Feofan viszont jó társadalmi kapcsolatokkal rendelkezett; olyan ajtókat tudott kinyitni Raszputyin előtt, amilyeneket Szergej nem tudott, és Raszputyin hamarosan olyan, magasabb társadalmi osztálybeli arisztokratával találkozott, akik a számára megfelelő ajtókat is ki tudták nyitni előtte. 
Raszputyin találkozott a kronstadti János atyával is, aki széles körű megbecsülésnek örvendett, elsősorban a szegényekkel kapcsolatos tevékenységei miatt. János közel állt III. Sándorhoz,. Egy nem igazolható  legenda szerint Raszputyin ellátogatott a Finn-öbölben lévő Kotlin-szigeten lévő Szent András-székesegyházba, meghallgatta János prédikációját, ami lenyűgözte őt.  Az istentisztelet alatt János atya állítólag felfedte a gyülekezet előtt, hogy a teremben egy szent életű, nagy lelkierővel rendelkező szent életű ember tartózkodik, lépjen elő!  Raszputyin ezt meg is tette. János megáldotta  őt, és bíztatta, hogy kitartson szent hivatásában. Később ezzel  Raszputyin gyakran dicsekedett, ezzel igazolta, hogy Isten rendkívüli szerepre választotta ki őt népe vallási életében.
Az a szkeptikus légkör, amellyel Raszputyin Kazanyban találkozott, a fővárosban még hangsúlyosabb volt. Az arisztokraták unatkoztak, cinikusak voltak, és új tapasztalatokat kerestek; az ortodoxiát a babonával átitatott és a hagyományok által megrontott parasztok és papok hitének tekintették. Népszerűek voltak a szeánszok és a keleties miszticizmus. Ebben a közegben szerzett hírnevet magának mint olyan ember, aki mélységesen elkötelezett Istennek, aki által csodás tettekre képes.    
Meghívták a szentpétervári társadalmi és politikai körök szalonjaiba, ahol "csodagyógyítóként" vált híressé. Borisz Almaszoff így ír róla „Raszputyin és Oroszország” című könyvében: „Az újdonsült csodatevő szentségének hívása… egyre tovább terjedt. Egész legendák születtek Raszputyin „csodáiról”.
Befolyását növelhette az a tény, hogy ő is orosz anyanyelvű volt, ellentétben más önmagukat "szentnek" minősített emberekkel, akik korábban Szentpéterváron népszerűek voltak. „Szokatlan természete” az élénk érdeklődés tárgyává tették őt a szentpétervári elit körében.
Raszputyin mindig a nép egyszerű fiaként jelent meg, hol a Bibliát idézve, hol közmondásokat, és egyszer sem borulva le vendéglátói világi hatalma vagy rangja előtt. A magas rangú személyeket ugyanúgy kezelte, mint a maga fajtáját, sem félénkség, sem alázat nem volt benne. Bár tisztelettel beszélt az emberekkel, paraszti származásából adódóan az etikettet kevésbé ismerte.
Az alternatív vallási mozgalmak, mint például a spiritualizmus és a teozófia, már Raszputyin Szentpétervárra érkezése előtt népszerűvé váltak a város arisztokráciája körében, és sokan nagyon kíváncsiak voltak az okkult és a természetfeletti dolgokra.
Azok az emberek, akikkel Raszputyin találkozott, kézről-kézre adták, mígnem az egész pétervári úri társaság megismerte. Prédikátori és csodatevői hírneve előtte járt.
Raszputyin kiválóan ki tudta használni az embereket, hogy karrierjét előmozdítsa. Amikor Raszputyin kimerítette a Feofannal való együttélés előnyeit, összeköltözött G. P. Sazonovval, egy újságíróval, aki a sajtóban népszerűsíteni tudta őt. Szintén szempont lehetett, hogy Raszputyin Sazonov lakásán nőket is fogadhatott, ami Feofan lakásán nem volt lehetséges.   
A számos összejövetelre meghívott Raszputyin tehát gazdag és befolyásos követőkre tett szert, és a szórakoztatás és az érdeklődés forrásává vált; hamarosan az orosz elit által rendezett partik rendszeres látványossága lett. Raszputyin név hamar népszerűvé vált mindenki számára Szentpéterváron.  
Miközben az arisztokrata szalonok körútjait járta, Raszputyin megismerkedett a Milica és Anasztázia montenegrói hercegnővérekkel. Ez a két nő a (egyikük a cár egyik unokatestvérének a felesége volt) különösen érdeklődött a miszticizmus iránt, már elég közel állt az uralkodócsaládhoz, így Raszputyin ápolta velük a kapcsolatot. 
Raszputyin élvezhette volna a szentpétervári élet előnyeit, de néhány hónap után, 1903 végén úgy döntött, hazatér Pokrovszkijba. Talán a számára szokatlan társaság kezdte túlterhelni; talán szükségét érezte  – mint később gyakran –, hogy visszatérjen gyökereihez.  
A cár és Romanov cárnő Raszputyinnal való találkozását megelőző néhány év folyamatos zűrzavarral telt.  1904-ben, nem sokkal fiuk, a királyi trónörökös születése után kiderült, hogy a csecsemő Alekszej hemofíliában, életveszélyes vérzékenységben szenved, amely génhibára vezethető vissza. A hibás gént anyja nagyanyjától, Viktória angol királynőtől örökölte. Ez a betegség az európai uralkodók körében ismert volt a gyakori unokatestvér házasságok miatt; „királyi betegség” néven is ismerték. Alekszej betegsége nemcsak szüleinek, hanem az egész Romanov uralkodói vonalra halálos ítéletnek tűnt. 
A személyes tragédiát csak tetézte az a nemzeti szégyen, hogy Oroszországnak megalázó vereséget kellett szenvednie Japánnal szemben az 1904 februárjában kitört orosz-japán háborúban. Az orosz katonák katasztrofális vesztesége után – közel 100 000 halott, sebesült vagy fogságba esett – és az orosz haditengerészet nagy részének teljes megtizedelése után a cár kénytelen volt kapitulálni a japánoknak, és a Mandzsúria térségében lévő területeket átengedni a Japán Birodalomnak. Az országos elégedetlenség vezetett  a munkások tömeges tüntetéséhez, amely Véres Vasárnap néven vált ismertté. A munkások magasabb béreket és jobb lakhatást követelve vonultak az utcára.
Miklós cár nem is tartózkodott a városban, amikor a tüntetők a szentpétervári Téli Palotához vonultak, de amikor a tömeg elérte a palota kapuját, a helyben maradt katonai helyőrség nem habozott tüzet nyitni, ami a történelem egyik legsúlyosabb szabadtéri mészárlásához vezetett. 
Raszputyin ilyen zürzavaros esemémyek közepette, 1905. november 1-jén találkozott először a cárral a Peterhof-palotában.  Milica és Anasztázia  mutatták be a cárnak. Ettől az első találkozástól kezdve Raszputyin hamarosan a királyi udvar törzsvendégévé vált; szent ikonokat hozott ajándékba, köztük egy állítólag mintegy 30 centiméter magas Szent Simeon-ikont.
A cár feljegyezte az eseményt naplójába:
„...itt a Nyevszkij-kolostorban, megismertettek egy Tobolszk tartományból való Isten emberével".
Ezzel a találkozással, minden korlát ledőlt előtte, hiszen szentségéről maga a cár győződött meg, aki egyszersmind az orosz ortodox egyház vezetője is volt.
A cár később azt írta a miniszterelnökének:
Néhány nappal ezelőtt fogadtam egy parasztot (muzsik) a Tobolszki kormányzóságból, aki elhozta nekem a verhoturjei Szent Szimeon ikonját. A felséges asszonyra (cárné) és rám is nagyon mély hatást tett. Öt perc helyett több mint egy óráig beszélgettem vele.. Az a határozott kívánsága, hogy találkozzon önnel, és ikonnal áldja meg az ön beteg lányát. 
Gyakran meghívták vacsorára, amely után egyenesen a cár és a cárnő lakószobájába vitték, ahol hármasban beszélgettek vallásról, politikáról, és ami még fontosabb, fiuk, Alekszej állapotáról. 
1906-ban Raszputyin felesége odahaza súlyosan megbetegedett és műtétre szorult. Raszputyin ekkor közölte híveivel, hogy átmenetileg le kell mondaniuk a gyógyerejéről, mivel azt otthon a felesége igényli. Az udvari hölgyek ekkor már annyira odavoltak érte, hogy személyes veszteségként élték meg a távozását. De pénzt gyűjtöttek és Raszputyin után küldték az egyik hercegnő háziorvosát, hogy a feleségét Pétervárra hozhassa műtétre.

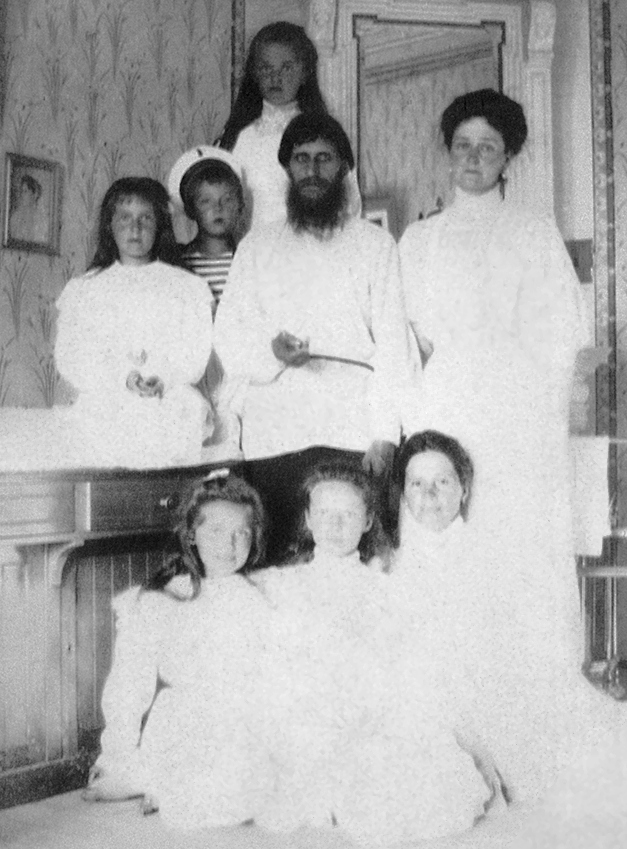
Raszputyin 1908-ban, Alekszandra Fjodorovna cárnéval, a gyermekeivel és egy nevelőnővel

### A cárevics meggyógyítása
1909 őszén a cári pár fia, a kicsi trónörökös Alekszej cárevics kisebb balesetet szenvedett, amely a fiú vérzékeny betegsége miatt fenyegetővé vált. Az első baleset 1906-ban történt és bár akkor nem volt probléma, de 1909-ben az orvosok nem tudták elállítani a vérzést, csak morfiummal csillapították a fájdalmat. Egyes kutatók feltételezik, hogy már 1906 októberében felkérték Raszputyint,  hogy imádkozzon Alekszej cárevics egészségéért. 
Miután a cári család orvosai kijelentették, hogy nem tudnak többet tenni a cár fiáért, Anasztázia nagyhercegnő azt javasolta, hogy hívják Raszputyint, akiről annyi csodát mondtak. Miután az udvari orvosok képtelennek bizonyultak a betegsége kezelésére, a cárnő sürgősségi távirat útján idézést küldött Raszputyinnak, amelyben kérte, hogy azonnal jöjjön el, és nézze meg a fiát. Állítólag a misztikus szent ember  nem sokkal éjfél után jelent meg a cári palotában, és miután néhány percig az ágya mellett állt és imádkozott, Raszputyin Alekszej lábára tette a kezét, és ünnepélyesen azt tanácsolta: „Jó fiú vagy, rendbe fogsz jönni”.
A palotában az utána történtekről többféle verzió alakult ki. Mindenesetre Raszputyin érkezése után a cár fiának gyorsan elállt a vérzése, a szövődmények pedig az orvosok számára érthetetlen rövid idő alatt megszűntek.
Raszputyin ekkor a cár és cárnő életének nélkülözhetetlen alakja lett.
Raszputyin ajándékokkal gazdagon érkezett haza a szülőfalujába, Pokrovszkojébe. Ott, a kapott sok pénzből megnagyobbíttatta a házát, a falu templomát helyrehozatta és feldíszítette a cárnétől kapott ikonnal. Ő maga pedig az egész környékről odasereglett embereknek prédikált és imával és kézrátétellel gyógyította őket kisebb-nagyobb bajaikból.
A cárné utána küldte Szibériába udvarhölgyét, Virubovát és társait, hogy meglessék, milyen körülmények között él. Ő így írta le tapasztalatait:
„(Raszputyin) elhozott bennünket a vasútállomásról, és maga vitt át a szántóföldekkel tagolt, végtelen sztyeppén át. Pokrovszkojéba megérkezve egy kétszintes ház előtt állt meg, és meglepődtem, amikor láttam, milyen jó körülmények között él a szibériai parasztcsalád.
A felesége fogadott, egy idősebb asszony, és ott volt még a három gyermeke, két fiatal cselédlány, és a nagyapja, egy halászember.
Elég nagy szobát kaptunk a felső szinten; hálóhelynek éjszakára a padlóra terítettek néhány gyékényt. Az egyik sarokban szentképek függtek és kicsi mécsesek égtek előttük. Az étkezés egy hosszú, sötét szobában folyt, itt volt a Kazanyi Istenanyának egy nagy és csodatevőnek számító ikonja. Esténként ez előtt a szentkép előtt gyűlt össze a család és négy halász, akik a közelben laktak.” 

### Iljodor és a cárné levele
Lánya későbbi visszaemlékezéseiben arról írt, hogy a náluk járó Iljodor főrangú szerzetes az irigységtől szemlátomást belebetegedett a sok kínai porcelánba, a drága anyagokba, a fotelbe, az ezüstneműkbe és a sok képbe, amit a cári család, a nagyhercegek és más rangos személyek adományoztak a családnak.
Raszputyin büszkén mesélte Iljodor  szerzetesnek, hogy mekkora hatással van a nőkre és az uralkodó családra. A mondottak alátámasztására a cárné és a hercegkisasszonyok leveleit mutogatta nekik. Iljodor alig hitt a szemének, amikor a cárné levelét olvasta, aki így írt Raszputyinnak: „Feledhetetlen barátom és mesterem, megmentőm és tanácsadóm, ha tudnád mekkora súllyal nehezedik rám a távolléted! Lelkem nem leli békéjét, testem nyugalmát, csak ha Te, mesterem, mellettem ülsz, és szent válladra fektethetem a fejem... Gyere vissza gyorsan! Várlak és szenvedek nélküled... Aki Téged örökké szeret: M(amácska)” 
A levelet Iljodor el is lopta és később, amikor Raszputyin ellen fordult, felhasználta ellene és mindenfelé terjesztette.

### Ellentmondásos személyként
A cári család Raszputyin gyógyító erejébe vetett hite jelentős státuszt és hatalmat hozott neki az udvarban. A cár kinevezte Raszputyint a lámpásnak (lámpagyújtónak), akinek a feladata a lámpák gyújtása volt a palotában a vallási ikonok előtt, és ezzel szabad bejárást kapott a palotához és a cári családhoz.
Ellentmondásos figurává vált; ellenségei vallási eretnekséggel és nemi erőszakkal vádolták, és azzal gyanúsították, hogy politikai befolyást gyakorol a cárra, sőt azt is híresztelték, hogy viszonya van a cárnével.
Az egyházon belül is erősödött az ellenállás Raszputyin befolyásával szemben. 1907-ben a helyi pokrovszkojei papság eretneknek minősítette őt, a tobolszki püspök pedig vizsgálatot indított tevékenysége ügyében, azzal vádolva, hogy a hlisztek tanait terjeszti.
Gyakran hívták az „őrült pap”-nak, annak ellenére, hogy sosem állt az egyház szolgálatában. 
Az orosz udvarban sokan (főleg a nők) varázslatos erőt tulajdonítottak neki, a pletykákra építve különös szexuális vonzóereje miatt, míg a ma történelemírása őt tekinti a Romanov-dinasztia és vele a cári Oroszország összeomlása egyik kiváltójának, mivel erőteljesen rontotta a család tekintélyét.
A cár bizonyosságot akart a körülötte kialakult vádak miatt és 1908 tavaszán megbízta palotaparancsnokát, Dgyagyulin tábornokot, hogy vizsgálja ki Raszputyin ügyét. A parancsot továbbították az Állambiztonsági Szolgálatnak, amely arra a következtetésre jutott, hogy Raszputyin nem tudja kordában tartani szexuális késztetéseit: nőket csábított, Szentpéterváron pedig prostituáltakkal mutatkozott. Ezt a vizsgálati eredményt bemutatták a cárnak. A cár nem volt hajlandó következtetéseket levonni, mert a fia miatt volt szüksége rá. Pjotr Sztolipin miniszterelnök azonban engedélyezte a nyomozás folytatását. Amikor a vádakat további részletekkel egészítették ki, Sztolipin elhatározta, hogy visszatoloncolja Szibériába. A helyzet Raszputyin számára is kényelmetlenné vált és 1908 közepén szülőfalujába, Pokrovszkojéba távozott.
1910 táján cikkek kezdtek megjelenni róla a különböző újságokban. Gúnyversek is jelentek meg és karikatúrák, amelyek úgy állították be, mint aki a cáron és cárnén uralkodik.

#### A problémák
Raszputyin ellen haláláig négy fő kifogás merült fel: a szektásság, az iszákosság, a szoknyavadászat és a politikai ügyekbe való beleszólás. Az utóbbi kifogás főleg csak az első világháború közeledtével merült fel.
Sir George Buchanan, a szentpétervári brit nagykövet, Raszputyin ellensége a hallomások alapján így foglalta össze a véleményét:
„Azt az adottságot tulajdonították neki, hogy gyógyítani tud és meglátja a jövőt. Közben pedig gyakran visszaesett és kettős életet élt. A bűnbánat megmenthet, de igazi bűnbánatot csak az érezhet, aki bűnt követ el. Ezek szerint a megmenekülés első lépcsőfoka, hogy engedünk a kísértőnek. Egyfajta szektát is alapított, ez valami hasonló volt, mint a hliszteké vagy korbácsos testvéreké. Tagjai egy kicsit sajátos módon igyekeztek egyesülni istenükkel: éjszakai orgiáik inkább emlékeztettek valami római bacchanáliára, mint keresztény szertartásra.”

#### A szent őrület
Raszputyin Szentpétervár fürdőiben, mint az „orosz nemesség megrontója” mágikus szertartásoknak titulált orgiákat szervezett, az általa bűnösnek talált nőket állítólag úgy szabadította meg a gonosztól, hogy miközben ütötte-verte testüket, magáévá is tette a szebbik nem tagjait. Egy pap, aki megpróbálta a konzisztóriumi vizsgálatot lefolytatni, hogy hliszt tanokat hirdet-e Raszputyin, úgy írta le a mágikus szertartásokat, amelyeket „Grigorij atya” végzett a fürdőházban, hogy először imádkozott, majd háromszor elismételte a »gerjedelem ördöge, távozz tőlem« szavakat. Ezután végrehajtotta a nőkkel a nemi aktust. A közösülésnek akkora ereje volt, hogy a nő nem érezte a megszokott buja állapotot. Azt érezte, hogy a bujaság ördöge távozott belőle – nyilatkozta a pap.
A »szent őrült« (jurogyivij) vagy más megnevezés szerint a »Krisztusért balgatag«, orosz jelenség. Alapjául Pál apostol 1. Kor. levelének szavai szolgáltak: »Mi bolondok vagyunk a Krisztusért.« 
Az egyik legnagyobb bűn a paráznaság. És a jurogyivijek molesztálták a nőket, nyíltan megmutatva ezzel azt, amit az emberek inkább titokban csináltak. A szent őrület a nemi szabadosság formájában nyilvánult meg.
A cári család jól tudta, hogy Oroszországban a sztarecek (szerzetesek) mellett voltak még egyes »istenes emberek«, akik vállalkoztak a »szent őrültség« tettére. Tisztelték őket és féltek is tőlük.
A szent őrültek viselkedését csak a 6. századi szent, Balgatag Simeon  példáján keresztül érthették meg; és az ő élettörténetében keresték Raszputyin tetteinek magyarázatát is.
Balgatag Szt. Simeon szándékosan nőkkel járt a fürdőbe, amiért mások szidták és sértegették. Ő gyakran szexuális őrültnek mutatta magát és magára vonta a "vak" emberek részéről az ócsárlást és üldöztetést.
Így aztán a cári család és Raszputyin hívei Szent Simeonra gondolhattak, amikor a fürdőzéséről és a prostituáltakkal való eseteiről meséltek nekik  szörnyűségeket. 

### 1910–1912

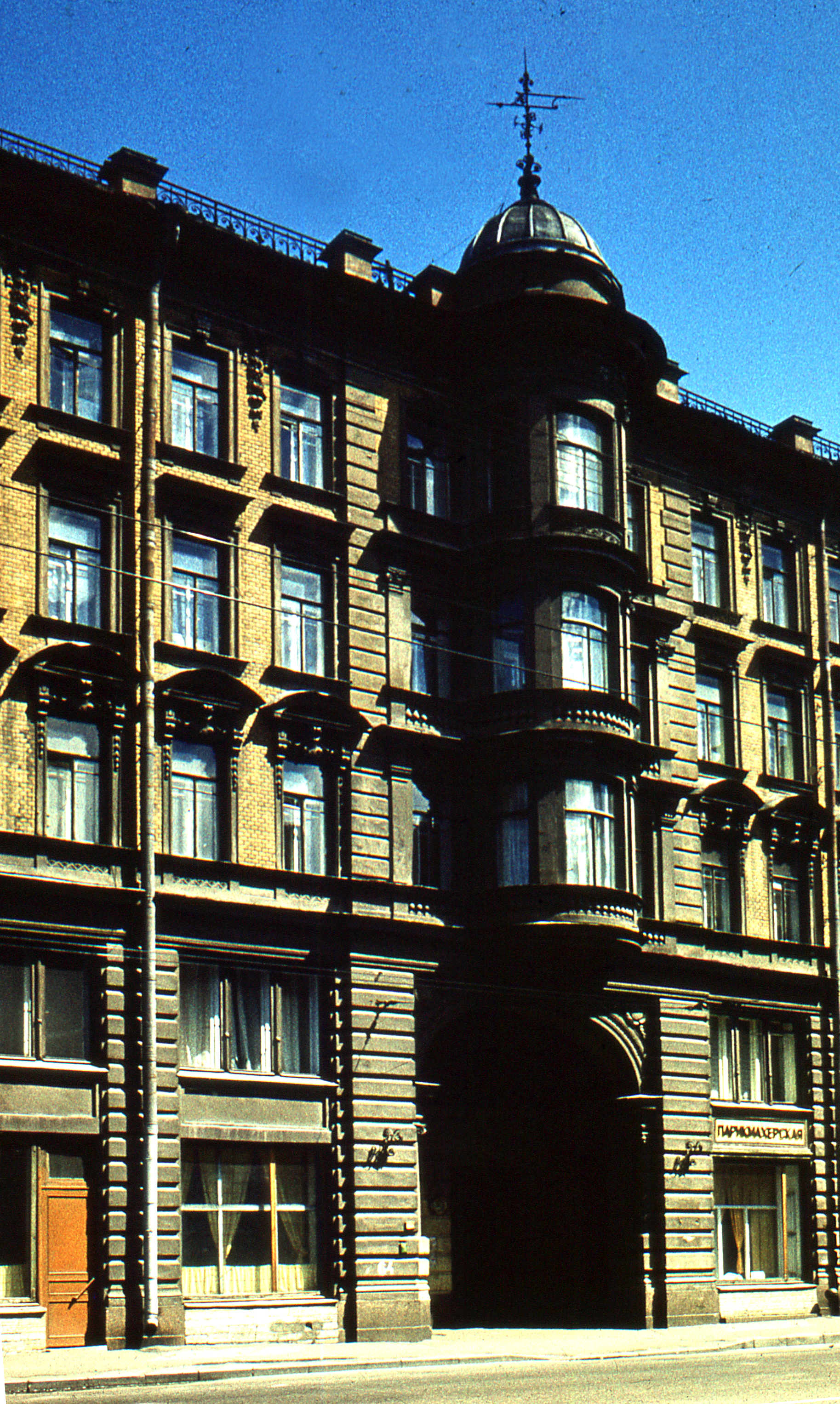
A szentpétervári, Gorocsovaja sgt.-i épület, amelyben a lakása volt

Miután 1910 elején visszatért Szentpétervárra kezdetben nem volt saját lakása a városban és mindig a támogatóinál lakott, majd Anna Virubova, – a cárné udvarhölgye és barátnője – keresett neki egy tágas, ötszobás lakást. Egyszerű, de jól felszerelt lakás volt ez, ahol elég hely volt a két lányának és a velük együtt felköltözött rokonnak, Katyának, aki a háztartást vezette. Anna Virubova Raszputyin egyik leghűségesebb híve volt, egészen a haláláig. Támogatta őt, mint Krisztus második megtestesülését. Intim kapcsolatukról is pletykáltak, de ez nem nyert bizonyítást.
1910 nyarán megtörtént az első merénylet Raszputyin ellen. Egy automobillal próbálták elgázolni. Az esetet soha nem tisztázták. Később hamarosan ismét megvádolták, beperelték. Többek közt két nő bepanaszolta Feofan püspöknél – a cár gyóntatójánál és Raszputyin támogatójánál, – a Teológiai Akadémián, akik azt állították, hogy Raszputyin szexuálisan molesztálta őket. Egyikük kijelentette, hogy Raszputyin, miután imádkozott vele, szexuálisan bántalmazta őt.
1911-re Raszputyin viselkedése általános botránnyá vált. Szexuális devianciája, amellyel negatív hírét is kiérdemelte, bőségesen termett számára ellenségeket. Egyre gátlástalanabb magatartása elborzasztotta a papságot és a nemesek többségét. A rá régóta neheztelő Iljodor szerzetes és Germogen szaratovi és caricini püspök voltak az elsők, akik 1911-ben tettlegességig vitték. Miután szemébe mondták, hogy a Gonosz ő maga, kézzel és feszületekkel verték, majd megeskették, hogy életmódot változtat. Az eset után Raszputyin mind Germogent, mind Iljodort bepanaszolta a cárnénál, aki tüstént intézkedett;  Germogent megfosztották püspöki rangjától és a Zsiroveckij-kolostorba küldték. Iljodort szintén klastromba parancsolták, ám az „Átkozódó”, az „orosz Savonarola” megtagadta az engedelmességet. Sőt, ekkor juttatta ki külföldre a cárné Raszputyinhoz írt leveleit. Csak ezek után tartóztatták le és zárták kolostorba. Miután a Szent Szinódus kiközösítette, ő maga is megtagadta az ortodoxiát, majd nemsokára külföldre szökött.

#### 1911. évi zarándoklata
1911-re a Raszputyin tevékenységével kapcsolatos gyanú olyannyira felerősödött, hogy Miklós cár kénytelen volt egy szentföldi körút ürügyén rövid időre száműzni a szerzetest. Természetesen az út költségeit a cári család finanszírozta.Maga Raszputyin ezt az utat azzal magyarázta, hogy  méltó legyen a szent helyek malasztjának befogadására. Először a kijevi pravoszláv kolostorba zarándokolt, majd végigjárta a szent barlangokat, templomról templomra járva hallgatta az egyházi énekeket; próbált elmenekülni „a világ hiúságai elől”. Ezután Odesszába ment és gőzhajóra szállva Konstantinápolyig utazott. Itt látogatást tett a Hagia Szophiaban, majd hajóval továbbutazott Izmir, Rodosz, Tripoli felé és végül a palesztinai Jaffában szállt partra.
Eljutott Jeruzsálembe is; a Szent Sírnál, a Gecsemáné kertben és mindazokon a helyeken megfordult, ahol egykor Jézus végigment a kereszthalála előtt. Palesztinában a parasztok adományaiból élt, és hírnevet szerzett önmagát szentnek nevező emberként, aki képes betegeket gyógyítani és megjósolni a jövőt. Útja során feljegyzéseket készített, amelyeket később egyfajta vallásos ihletésű útikönyvvé állított össze, amelyet később Gondolataim és meditációim címmel adott ki.  A könyv később, 1915-ben jelent meg Alexandra finanszírozásával, abban a reményben, hogy a szerzetes hitelességét növeli, ha valamilyen formában publikált irodalmat tudhat maga mögött.
Jeruzsálemben a Szentháromság-székesegyház – az oroszok által még az 1870-es években épített hatalmas kolostor közelében szállt meg. Raszputyin a húsvéti ünnepek végéig  maradt Jeruzsálemben. Zarándoklatának végeztével Raszputyin visszatért az orosz császári fővárosba, Szentpétervárra, hogy véget vessen ideiglenes száműzetésének, és visszavezesse magát a cári udvar zavaros életébe. Visszatérése után a legsürgetőbb ügy, amellyel meg kellett küzdenie, az volt, hogy a cár kinevezte Vlagyimir Sablert az orosz ortodox egyház Szent Zsinatának élére.

#### Megfigyeltetése
1912-ben az orosz Duma új elnököt választott, egy határozott és erős akaratú férfit, Mihail Rodzianko személyében. Megválasztása után nem sokkal Rodzianko utasítást adott, hogy a rendőrség vizsgáljon ki néhány  hírhedt pletykát, amelyeket még mindig Raszputyin ellen terjesztettek. A cár abban a hitben hagyta jóvá ezt a vizsgálatot, hogy az majd Raszputyint igazolja, de amit Rodzianko felfedezett, az csak még inkább igazolni látszott az állításokat. 1912 elején Makarov, az új belügyminiszter megszervezte Raszputyin másodszori megfigyeltetését. A rendőrség napról-napra rögzítette az életét; minden egyes lépéséről írtak a külső megfigyelést végző ügynökök. A jelentéseik alapján, miközben magas rangú hölgyekkel töltötte az idejének nagy részét, gyakran szedett fel prostituáltakat az utcán és azokkal szállodába vagy a fürdőbe ment. Naponta több utcalányt is „felszedett” – és mint hangsúlyozták a „telhetetlenségét”, – „kétszer is fürdőbe ment egy ismeretlen prostituálttal.” 
Nagyobb baj volt, hogy napvilágra kerültek ekkor bizonyos bizalmas levelek is, amelyeket Raszputyin a királyi család tagjaitól kapott, és eljutottak egy helyi bulvár jellegű magazinhoz. Ezek a levelek a királyi család tagjai és Raszputyin közötti szokatlan közelségről tanúskodtak. A legbeszédesebb mind közül Alexandra egyik levele volt, amelyben Raszputyinnak ezt írta: „Csak egy dolgot kívánok: elaludni a válladon. Te vagy a mi mindenünk”. Mivel Alekszej vérzékenysége államtitok volt, az orosz közvélemény előtt ismeretlen volt az igazi oka annak, hogy ez az anya miért rajongott a fiát meggyógyító férfiért. A városban alaptalan pletykák terjedtek a misztikus és a cárné közötti intim kapcsolatról. A cári házaspár megalázónak találta, hogy ilyen személyes hangvételű leveleket olvashattak szerte Oroszországban. Alekszandra azonnal táviratozott Raszputyinnak, és most az egyszer nyíltan bírálta őt, elítélve a bizalmas levelezéssel kapcsolatos laza viselkedését. Ez után Raszputyint egy darabig eltávolították a cári udvarból, de a cárevics újabb balesete, ami egy lengyelországi vadászkiránduláson történt, újra előtérbe helyezte Raszputyin imáinak fontosságát.   

#### 1912. évi csodatétel

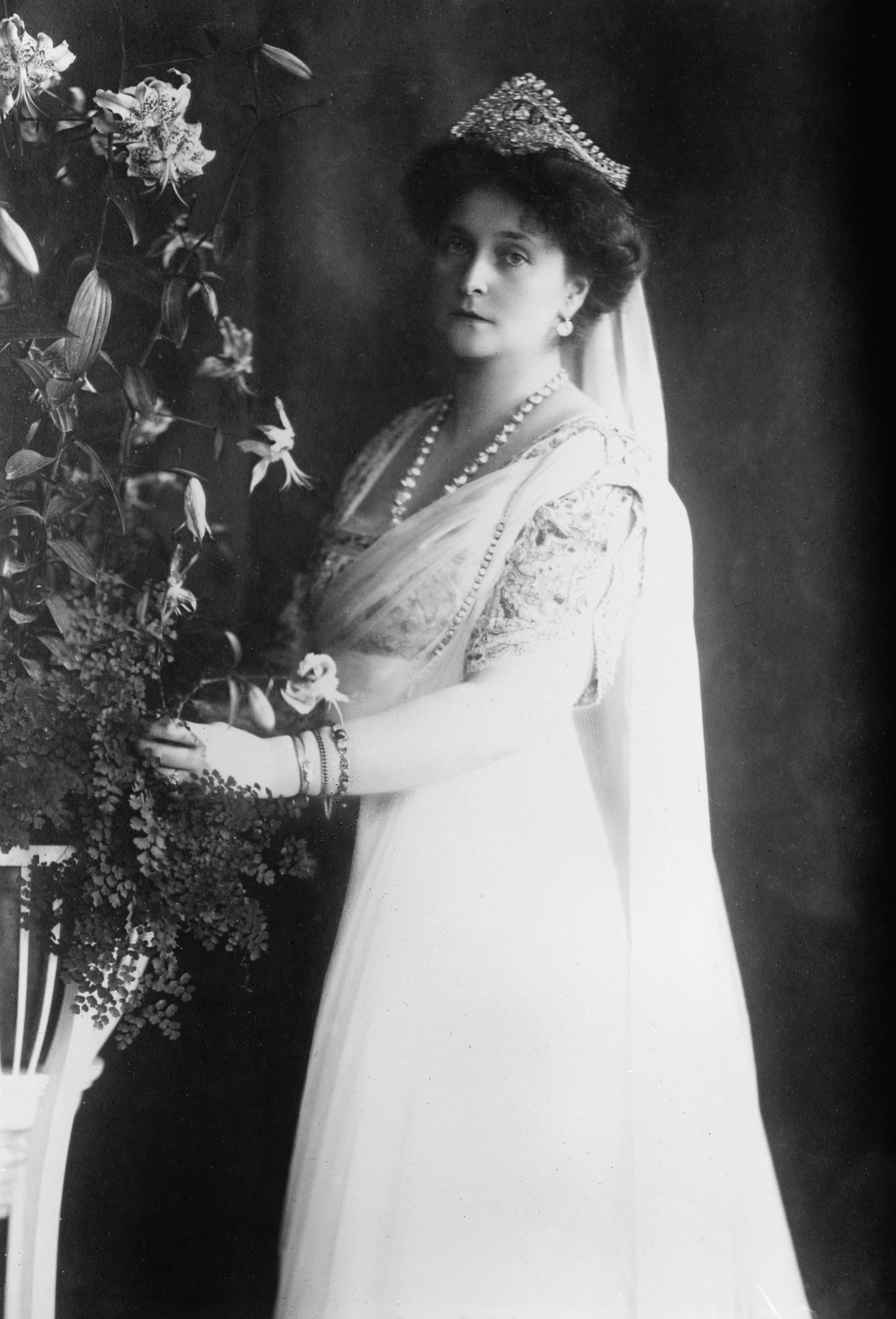
Alekszandra Fjodorovna cárné

A cári család 1912. szeptember elején Lengyelországba, a białowieżai erdőségbe utazott. II. Miklós szenvedélyes vadász volt és remélte, hogy puskavégre kap néhány bölényt. A trónörököst azonban itt baleset érte és belső vérzés jelentkezett nála. A helyzete egyre rosszabbra fordult és a hívatott orvosok képtelenek voltak az állapotát stabilizálni.
Az orvosok tehetetlensége láttán a cárnén mély levertség lett úrrá. Október közepe felé a cárné utasítására Virubova ezt táviratozta Raszputyinnak Szibériábaː
Az orvosok lemondtak róla. Minden reményünk az ön imáiban van. 
Raszputyin miután megkapta a sürgönyt, térdre vetette magát a szentképei előtt és így imádkozottː Gyógyítsd meg fiadat, Alekszejt, ha az az akaratodǃ Istenem, add át neki az erőmet, hogy általa meggyógyulhassonǃ – Miközben beszélt, az izzadság patakokban folyt a homlokáról és az arcáról. Zihálva lélegzett, mint aki természetfeletti szenvedéstől gyötrődik. Majd nemsokára visszanyerte egészséges alakját és már nyugodt volt a cárevics sorsa felől.
Elment a postára és visszatáviratozott a cárnénakː A betegség nem olyan súlyos, mint amilyennek látszik. Csak nehogy az orvosok rontsanak az állapotán. 
A gyermek nemsokára jobban is lett, Virubova pedig osztozott a cárné ujjongásában. Egymást lovalták bele a Raszputyin iránti feltétlen rajongásba. A cárné később, hálája egyik jeléül beíratta Raszputyin legidősebb lányát, Matrjonát egy szentpétervári líceumba.

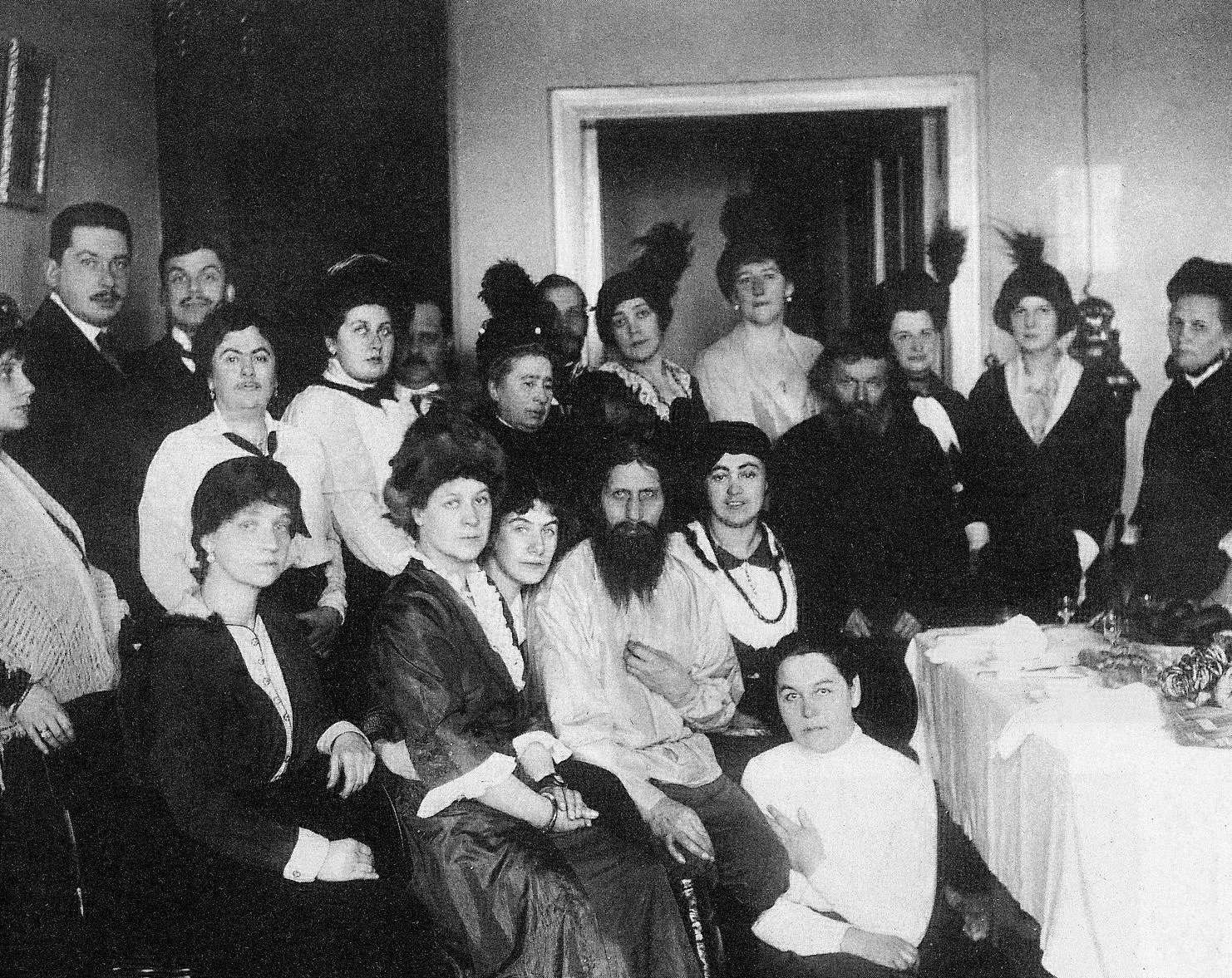
Raszputyin szentpétervári lakásán, a tisztelői körében, 1914-ben. Jobbról a lánya, Matrjona (Marija)

### 1913. évi politikai szerepvállalása
1913 tavaszán Raszputyin először avatkozott be nyilvánosan a politikai ügyekbe. Bosznia-Hercegovina 1908-as osztrák annektálása következtében felmerült a kérdés, hogy ez vajon háborús ok-e az Orosz Birodalom számára. Az orosz hadsereg parancsnoka, Nyikolaj Nyikolajevics Romanov nagyherceg, aki a pánszlávizmus támogatója volt, háborút sürgetett, miközben Raszputyin próbálta meggyőzni a cárt, hogy tartsa vissza magát. A cár 1913 májusában Berlinbe utazott, és az ügyet egyelőre elhalasztották.
Az orosz politikusok számára nagyon aggasztó dolog volt, hogy a semmilyen legitimizációval sem rendelkező Raszputyin, a politikusokat megkerülve, közvetlenül a cárt befolyásolhatta ilyen kényes ügyben.

### 1914. évi merénylet ellene
1914 nyarán a Matrjona (Marija) nevű lányával hazautazott Pokrovszkojéba. Érkezésükkor hatalmas tömeg fogadta őket a vasútállomáson és egyben kérték „Grigorij atya” áldását.
Júliusban egy 33 éves parasztasszony, Hionyija Guszeva, aki álprófétának tartotta őt, megpróbálta meggyilkolni úgy, hogy pokrovszkojei otthona előtt hasba szúrta. Raszputyin súlyosan megsebesült és egy ideig kétséges volt, hogy túléli-e. A merénylet után egy darabig Tyumeny kórházában lábadozott.
Az asszony a száműzött egykori szerzetes, Iliodor követője volt, aki korábban támogatta Raszputyint, de 1911 decemberétől ellene fordult, elítélve a magatartását.
Amíg ő Pokrovszkojében lábadozott, kitört az első világháború. Lábadozása közben rengeteg levelet küldött Miklós cárnak és feleségének, hogy Oroszország ne vegyen részt a háborúban, azonban a cár nem hallgatott rá, hiszen a háború közben a népe egyre jobban kezdte megszeretni, és minden városban ünneplő tömeg fogadta.
Miklós cár távollétében Raszputyin egyre nagyobb politikai hatalomra tett szert, olyannyira, hogy már a miniszterek kijelölésébe és kinevezésébe is bevonták. Szentpétervárra ekkor ragadt „az ördög városa” gúnynév.

### 1916-ban

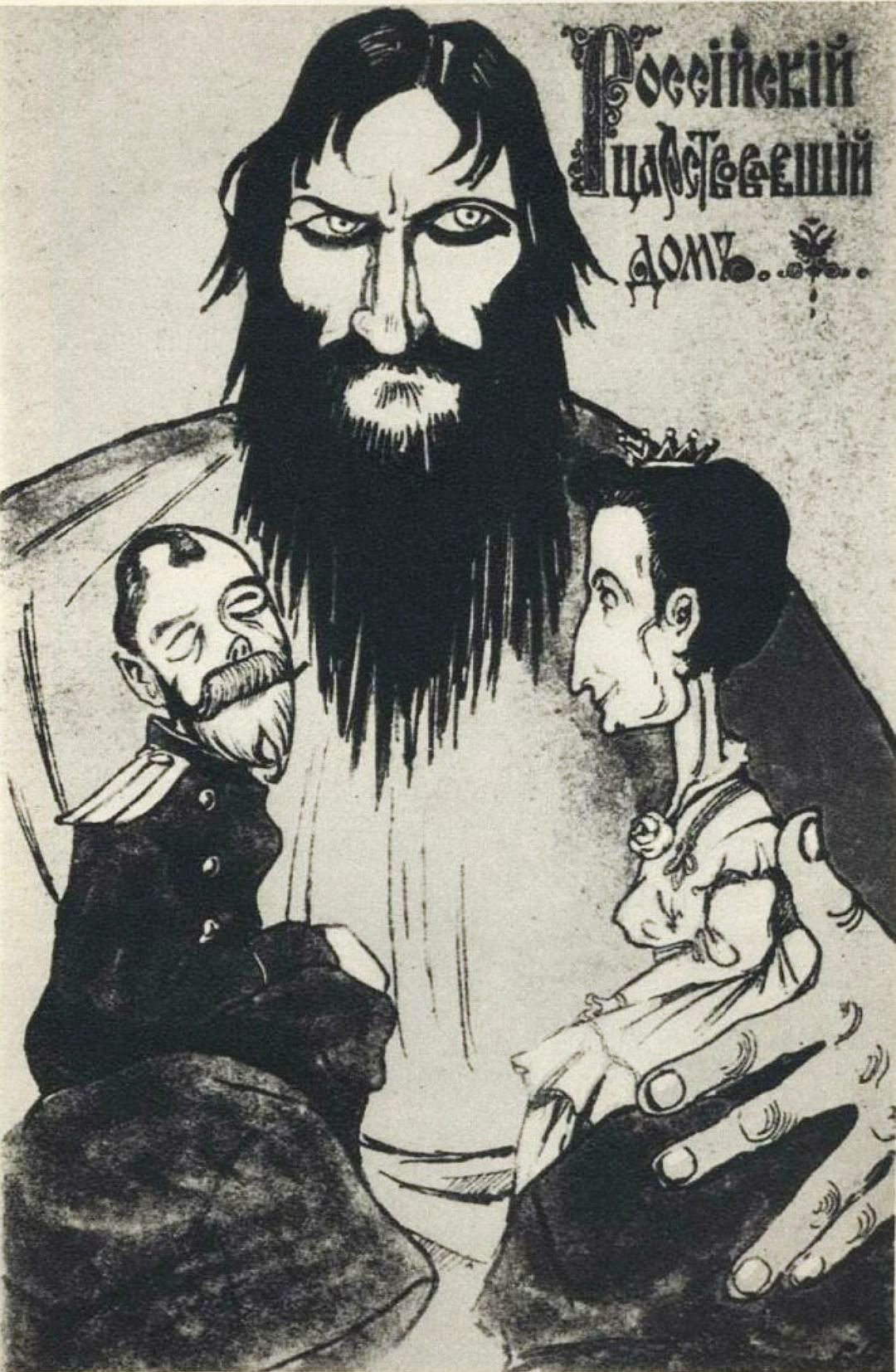
Raszputyin és a cári házaspár karikatúrája egy monarchiaellenes röplapon, 1916-ban

#### Az ellene való tiltakozás a Dumában
1916 novemberében viharos jelenetek zajlottak az Állami Dumában. Az orosz parlament számára akkoriban „Raszputyin” volt a fő téma. Ellene irányuló röplapokat szórtak szét. A tanács elnöke, Lvov herceg még azt is kérte a Dumától, hogy az vegye a saját kezébe az ország sorsát, hiszen a Raszputyintól függő cár erre nyilvánvalóan nem képes. Ez valójában a puccsra való felhívás volt.
Vlagyimir Puriskevics (1870-1920) képviselő, „monarchista” politikus hű támogatója volt Nyikolaj Nyikolajevics nagyhercegnek, akit a cár leváltott a hadsereg főparancsnoki posztjólról. Tüzes beszédében Puriskevics azt mondta: „Sötét erők uralják az országot, és bilincsben tartják az ország akaratát… Ez Raszputyintól ered. A birodalom léte veszélyben van. ”

A következő hónapban ő lett Raszputyin egyik gyilkosa. 

#### Jövendölése
1916. december 7-i keltezéssel Raszputyin levelet küldött a cárnak, melyben megjósolta, hogy hamarosan gyilkosság áldozata lesz és nem fogja megérni az újévet. A levelében többek között azt is kijelentette, hogy ha a gyilkosa közrendű személy lesz, a cári család túléli, de ha nemes kezétől éri a halál, a cári család minden tagja két éven belül halott lesz, és huszonöt év múltán nem marad egyetlen nemes sem Oroszországban.
Állítólag ezt mondta a cárnőnek:
Kínzó fájdalomba fogok belehalni. Halálom után a testem nem fog pihenni. Akkor ön is elveszíti a koronáját. Önt és a fiát, valamint az egész családot lemészárolják. Utána szörnyű hullám megy át Oroszországon, és az Ördög kezébe kerül.

### Halála

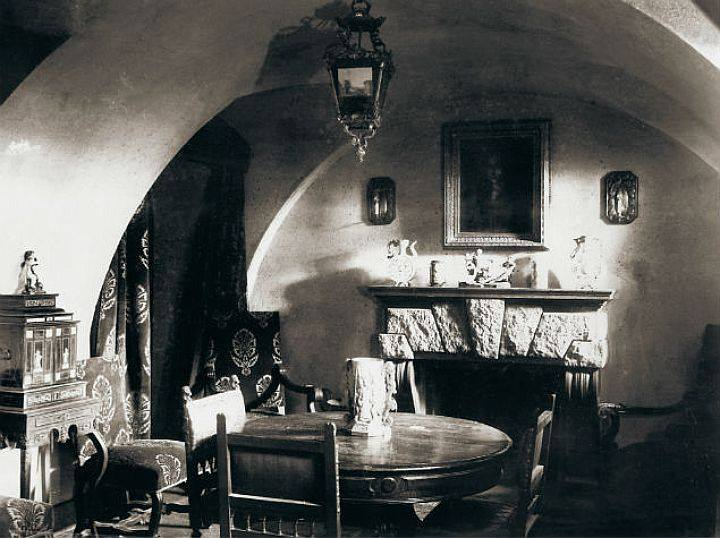
A Juszupov-palota alagsora, ahol a végzetes éjjelen először lőttek rá Raszputyinra

1916. december 16-án Feliksz Felikszovics Juszupov herceg – a cár Irina nevű unokahúgának biszexuális férje – meghívta Raszputyint palotájába azzal az ürüggyel, hogy a város legszebb úrnője látni kívánja egy vacsora keretében. A pincébe vitték ahol szépen meg volt terítve, és úgy látszott, mintha valakik már ettek volna ott, mert még ételmaradékok is voltak a tányérokban. Ciánnal mérgezett süteménnyel és borral kínálták. Először nem fogadta el, de később annyira unatkozott, amíg várt, hogy elkezdte falni a süteményeket és jóízűen itta a bort. Annyi cián volt a süteményekben, hogy már egytől meg kellett volna halnia, és amikor a herceg észrevette, hogy az nem használt, rálőtt a vendégre. Aztán a herceg fölment, hogy megünnepeljék Raszputyin halálát, de nem hagyta nyugodni, hogy miért nem halt meg a ciántól, ezért lement, hogy megnézze. Ekkor Raszputyin kinyitotta az egyik szemét. A herceg úgy megijedt, hogy felfutott a többiekhez. A misztikus eközben kivánszorgott az udvarra, ahol találkozott a szintén a halálát kívánó Dmitrij Pavlovics nagyherceggel és a politikus Vlagyimir Puriskeviccsel. Az utóbbi többször rálőtt, majd vasbotokkal verték a hullát, végül a folyóba vetették.

#### A brit érintettség teóriája

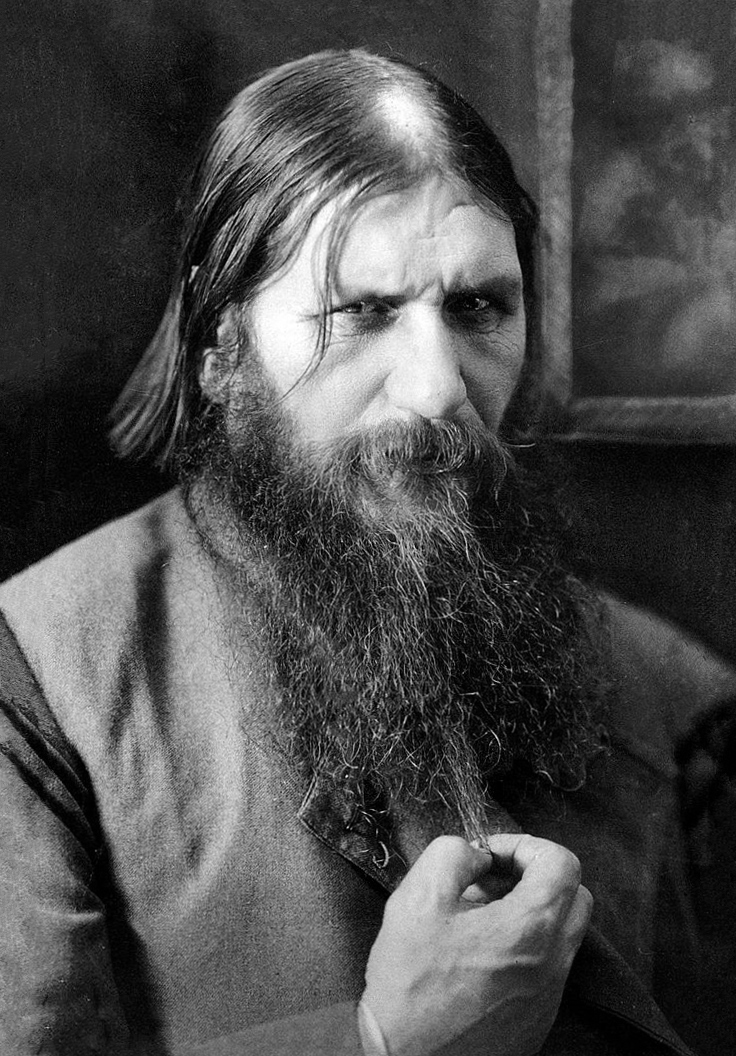
Utolsó évében, 1916-ban

Andrew Cook történész elmélete szerint a brit titkosszolgálat két tagja, Stephen Alley százados és Oswald Rayner lőtte agyon Raszputyint egy dum-dum golyóval töltött Webley típusú revolverrel. Ezt a típust abban az időben és helyszínen csak a brit titkosszolgálat használta.
Más forrás alapján egy 1916. január 27-ei keltezésű számlát egy bizonyos Poljakov alezredes nevére állították ki, a számla tárgya a 26313 gyári számú Webley-Scott revolver volt. E tény szerint nem csupán az angolok használták ezt a fegyvertípust.

## Halála után

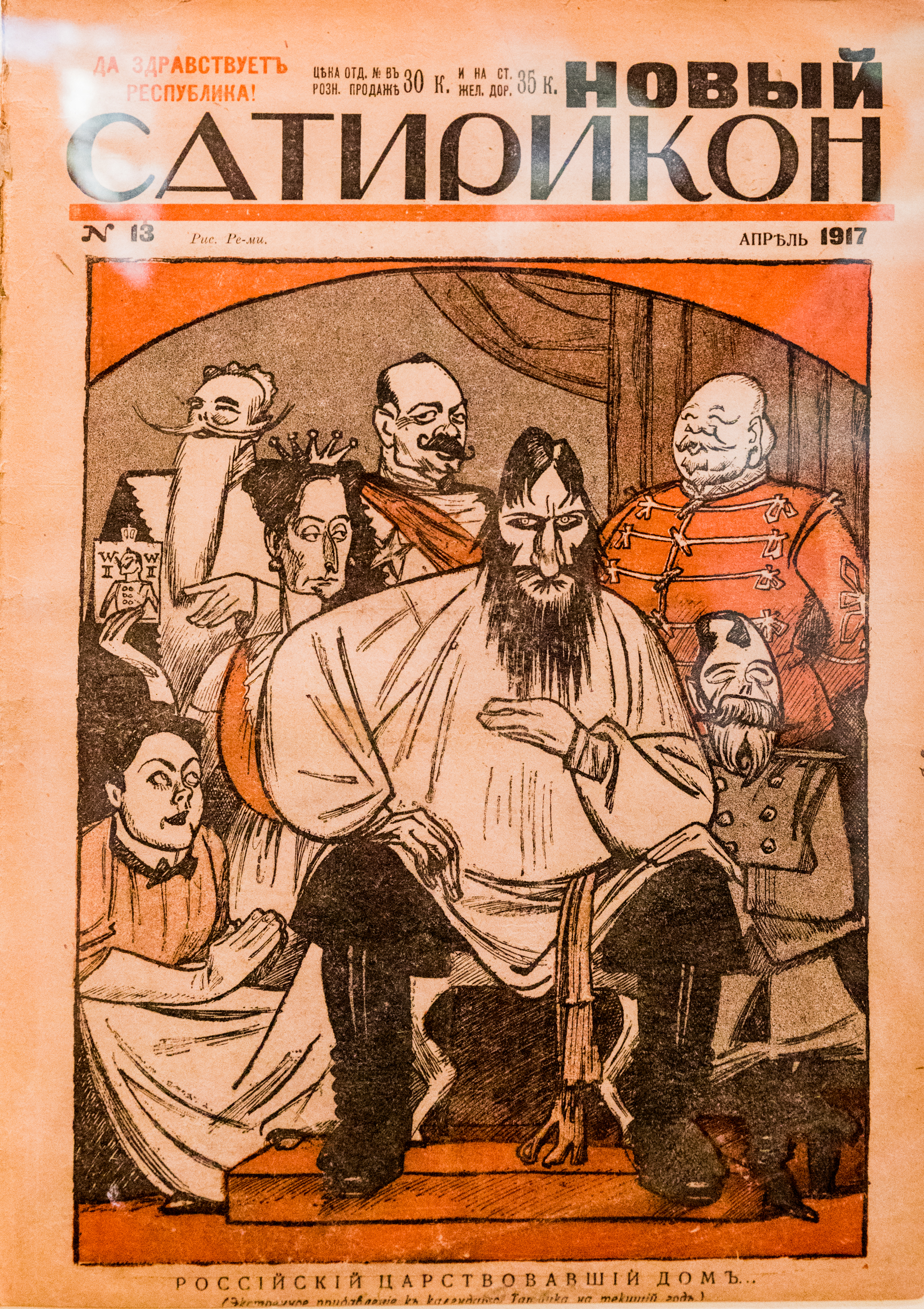
Egy 1917-es orosz újság címlapjának karikatúráján. Két oldalt mellette a cári házaspár, bal oldalán Virubova

### A cári család
Három hónappal Raszputyin halála után a polgári forradalmi erők megdöntötték a cári rendszert. További nyolc hónap múlva a bolsevik terror vette át a hatalmat. A cári családot Szibériába vitték, előbb Tobolszkba, majd Jekatyerinburgba, ahol legyilkolták őket.
1918 augusztus végéig a cári család 24 tagját gyűjtötték össze és végezték ki.

### Exhumálása
Raszputyin életmódjával és az ellene irányult propagandával olyan mély gyűlöletet keltett iránta az orosz népben, hogy sírját felbontották és maradványait nyilvánosan elégették.
Más források szerint egy katonai különítmény exhumálta a holttestet és égette el.

### Családja
Praszkovja Fjodorovna, Raszputyin özvegye férje temetése után pár nappal megérkezett Szentpétervárra. Itt csatlakozott két lányához férje egykori lakásán. A szomszédok azonban gyakran sértegették őket, így aztán lakóhelyet változtattak.
Bizonyos források szerint a családot Szentpéterváron érte az 1917-es forradalom. Felesége ekkor hazament Pokrovszkojéba.
1920-ban Raszputyin házát és teljes paraszti gazdaságát államosították. 1922-ben özvegyét, fiát, Dmitrijt és lányát, Varvarát „rosszindulatú elemekként” megfosztották szavazati joguktól. Egyes források szerint az 1930-as években mindhármukat letartóztatta az NKVD és nyomuk veszett Észak-Tyumen területén.
Felesége 1936 nyarán halt meg.
Varvara nevű lányáról eltérő adatok vannak. Egy verzió szerint 1925-ben halt meg (25 évesen) Moszkvában, míg egy másik változat szerint az 1960-as években Leningrádban.
Dmitrij nevű fia egy forrás szerint 1937-ben, 40 évesen halt meg Szibéria északnyugati részén.
1898-ban született lánya, Matrjona (Marija) az 1917-es októberi orosz forradalom után Franciaországba került, majd az Egyesült Államokba emigrált. Ott táncosként, majd oroszlánszelídítőként dolgozott egy cirkuszban.
Kétszer ment férjhez és két gyermeke született. 1977-ben halt meg Los Angelesben.

### Háza
A 2000-es évektől a pokrovszkojei házában egy kis Raszputyin-múzeum valamint egy posta található.

## Érdekesség

### Bobby Farrell
A Boney M. együttes egyik legismertebb slágere, a Rasputin Raszputyin életét vette sorra diszkóstrófákba szedve. Az együttes férfi énekese, Bobby Farrell, alig néhány órával az orosz városban való fellépése után, egyazon napon halt meg, mint Raszputyin, mi több, ő is Szentpéterváron.